# Anagrus brevifuniculatus
Anagrus brevifuniculatus är en stekelart som beskrevs av Gennaro Viggiani och Riccardo Jesu 1995. Anagrus brevifuniculatus ingår i släktet Anagrus och familjen dvärgsteklar. Inga underarter finns listade i Catalogue of Life.